# HD 20782 b
HD 20782 b es un planeta extrasolar que se encuentra a 117 años luz en la constelación de Fornax, orbitando la estrella HD 20782. Este planeta tiene una órbita muy excéntrica y su semieje mayor es de 1,36 UA. La alta excentricidad de este planeta es comparable con la de HD 80606 b. Fue descubierto por Jones et al. el 14 de marzo de 2006